# Peter Hafftiz
Peter Hafftiz (* 1525 in Jüterbog; † 28. Mai 1601 in Berlin) war ein deutscher Lehrer und Chronist.

## Leben
Peter Hafftiz besuchte ab 1538 die Klosterschule Zinna und danach bis 1545 die Stadtschule Pirna. Er studierte an der Universität Frankfurt (Oder) und lehrte dann ab 1550 in Berlin an den Schulen Sankt Nicolai und Sankt Marien, wo er 1560 Rektor wurde. 1564 erwarb er die Berliner Bürgerschaft. 1577 wurde er zum Rektor der Cöllner Stadtschule ernannt. Nachdem er dies Amt drei Jahre später aufgegeben hatte, widmete er sich historischen Studien und Veröffentlichungen.
Peter Hafftiz’ Nachricht von Hans Kohlhasen, einem Befehder der Chur-Sächsischen Lande, niedergeschrieben in der Märckische Chronik, war die Hauptquelle für Heinrich von Kleists Novelle Michael Kohlhaas.

## Schriften
- Aus Petri Haftitii geschriebener Märckischen Chronic: Nachricht von Hans Kohlhasen, einem Befehder der Chur-Sächsischen Lande.
- Der hundert und acht und zweitzigste Psalm, Gott zu lob, dem heiligen Ehestande zu ehren, und allen frommen, Christlichen Eheleuten zur lehr und trost kürtzlich und einfeltig erkleret, Durch M. Petrum Haffticium Jueterbocensem. Bey Hans Steinman, Leipzig 1581. (Google Books)